# Коженюв (Підкарпатське воєводство)
Коженюв (пол. Korzeniów) — село в Польщі, у гміні Жиракув Дембицького повіту Підкарпатського воєводства.
Населення — 744 особи (2011).
У 1975-1998 роках село належало до Тарновського воєводства.

## Демографія
Демографічна структура станом на 31 березня 2011 року:
|          | Загалом | Допрацездатний вік | Працездатний вік | Постпрацездатний вік |
| -------- | ------- | ------------------ | ---------------- | -------------------- |
| Чоловіки | 363     | 89                 | 239              | 35                   |
| Жінки    | 381     | 103                | 209              | 69                   |
| Разом    | 744     | 192                | 448              | 104                  |